# Бескайнар (Коксуский район)
Бескайнар (каз. Бесқайнар) — село в Коксуском районе Жетысуской области Казахстана. Входит в состав Енбекшинского сельского округа. Находится примерно в 8 км к западу от села Балпык-Би. Код КАТО — 194839102.

## Население
В 1999 году население села составляло 684 человека (336 мужчин и 348 женщин). По данным переписи 2009 года, в селе проживало 828 человек (422 мужчины и 406 женщин).